# San Juan de Los Morros
San Juan de Los Morros é a capital do estado de Guárico e capital do município de Juan Germán Roscio, e é uma vila localizada na Venezuela central.